# 清泉村
清泉村（せいせんむら）は、熊本県の北部、菊池郡にあった村。

## 歴史
- 1889年4月1日 - 町村制施行。亀尾村、林原村、蘇崎村、小野崎村、橋田村が合併して清泉村が成立。
- 1954年11月1日 - 砦村、加茂川村と合併して七城村となり消滅。

## 学校
- 清泉村立清泉小学校